# Aristides Pereira
Pour les articles homonymes, voir Pereira.
Aristides Maria Pereira est un homme d'État cap-verdien né le 17 novembre 1923 sur l'île de Boa Vista et mort le 22 septembre 2011 à Coimbra, au Portugal. Il est le 1er président de la République de l’indépendance, en 1975, jusqu'en 1991, instaurant un régime communiste à parti unique.

## Biographie
À la faveur de l'indépendance du Cap-Vert, il est élu président de la République le 8 juillet 1975 par l'Assemblée nationale populaire. Sa première charge gouvernementale fut le poste de chef des télécommunications en Guinée-Bissau, alors colonie portugaise au même titre que le Cap-Vert. Dès la fin des années 1940, Pereira fut très impliqué dans le mouvement anti-colonial et gravit rapidement les échelons à l’intérieur de son parti, le Parti africain pour l'indépendance de la Guinée et du Cap-Vert (PAIGC).
Pereira avait d’abord promis d’introduire rapidement la démocratie au Cap-Vert, il réprima l’opposition après le renversement de Luís Cabral, président du Conseil d'État de la République de Guinée-Bissau et son allié dans le projet d’unification des deux États lusophones. La répression diminua progressivement mais le PAICV, issu de la partition d’avec le PAIGC, demeura parti unique jusqu’à la chute du bloc communiste en 1990.
Pays non-aligné pendant la Guerre froide, le Cap-Vert de Pereira chercha à soutenir la paysannerie dans ses réformes économiques. Ses alliances de l’époque avec la Chine et la Libye furent critiquées.
Pedro Pires, président de la République de 2001 à 2011, est son Premier ministre de 1975 à 1991.
Pereira perd l’élection présidentielle de 1991 contre António Mascarenhas Monteiro.

## Distinctions
- Grand-Collier de l'Ordre de l'Infant Dom Henrique  Portugal (1986)